# Béost
Béost är en kommun i departementet Pyrénées-Atlantiques i regionen Nouvelle-Aquitaine i sydvästra Frankrike. Kommunen ligger i kantonen Laruns som tillhör arrondissementet Oloron-Sainte-Marie. År 2022 hade Béost 228 invånare.

## Befolkningsutveckling
Antalet invånare i kommunen Béost
| Referens: INSEE |